# Desarrollo y preservación en Dublín
Dublín es una de las ciudades capitales más viejas de Europa - datando desde hace más de dos milenios. A través de los siglos y particularmente en el Siglo XVIII o la Era Jorgiana, adquirió una bella y distintiva arquitectura. De cualquier manera, desde la década de 1960, Dublín ha sido re-desarrollada masivamente, muchas veces a costa de su herencia arquitectónica. Ha habido repetidas controversias acerca de lo que algunas veces es llamado "vandalismo cultural" - p.e. desarrollo destructivo o intensivo en la ciudad. La primera de tales disputas data hasta los cincuenta, el último (sobre el Castillo de Carrickmines) continúan hasta el 2005

## Dublín Jorgiano
En 1932, Éamon de Valera, sobreviviente de 1916 y líder de las derrotadas fuerzas anti-tratado de la Guerra Civil, ganó el poder en las urnas. Con grandes recursos disponibles grandes cambios empezaron a ocurrir. Un esquema para reemplazar departamentos por casas decentes para los pobres dublineses empezó. Se propusieron planes para la demolición completa de muchos edificios de la era Jorgiana, a menudo porque se pensaba estaban 'pasados de moda' y 'cerca del fin de su vida útil', frecuentemente porque eran vistos como símbolos del imperio Británico. Las habitaciones del Virrey fue propuesto para demolición, para hacer espacio para la nueva residencia de la nueva oficina del Presidente de Irlanda, una oficina creada en Bunreacht na hÉireann, la nueva constitución Irlandesa que renombraba al Estado Libre Irlandés 'Éire'. Merrion Square, con sus grandes mansiones Jorgianas, fue propuesta para demolición, para ser reemplazada en sus tres lados por un museo nacional, la catedral católica y la galería nacional de arte. Aunque se hicieron planes, pocos fueron puestos en marcha y aquellos que no fueron puestos en marcha fueron puestos en pausa cuando es septiembre de 1939 Hitler invadió Polonia y empezó la Segunda Guerra Mundial. Dublín escapó el bombardeo masivo de la guerra gracias a la neutralidad Irlandesa, aunque algunas bombas fueron liberadas por la Luftwaffe y golpeó un distrito de clase trabajadora.
Para 1945, los planes de la destrucción del Dublín Jorgiano fueron abandonados; los apartamentos del Virrey (llamados en 1938 Áras an Uachtaráin) fueron readecuados como palacio presidencial. (El estado Irlandés fue renombrado en 1949, convirtiéndose la República de Irlanda. Sin embargo desde los años cincuenta en adelante, el Dublín Jorgiano sufrió un ataque concertado por las políticas de desarrollo del Gobierno de Irlanda. Mientras el Dublín Jorgiano sobrevivió los planes de 1930 y la II Guerra Mundial, mucho de él no sobrevivió los desarrollos de los años sesentas, setentas y ochentas. El histórico pero ahora empobrecido Mountjoy Square sufrió mucho, con sitios abandonados reemplazando mansiones históricas. Cuando en los años cincuenta una larga hilera de casas Jorgianas en Kildare Place cerca de Leinster House fue destruida para hacer espacio para una pared de ladrillos un ministro extremista republicano de Fianna Fáil, Kevin Boland celebró diciendo que habían erigido todo a lo que él se había opuesto. También condenó a los líderes de la Sociedad Jorgiana Irlandesa, establecida para luchar para preservar edificios Jorgianos y de los cuales algunos tenían ascendencia aristócrata. En la década de los sesentas la hilera más grande de edificios Jorgianos del mundo fue interrumpida cuando a la Junta de Provisión de Electricidad se le permitió demoler un trozo en el centro y construir un moderno bloque de oficinas. Para los ochenta, esquemas de ampliación de caminos por la Corporación de Dublín corrió sobre algunas de las áreas más históricas del centro de la ciudad cerca de la Catedral de Christ Church. El nadir de este enfoque ocurrió en 1979 cuando la Corporación de Dublín destruyó el más grande y mejor conservado asentamiento vikingo del mundo en Wood Quay, encontrando oposición nacional, para construir sus Oficinas Cívicas para alojar a sus funcionarios.

## Los ochentas-Un cambio político
En los años ochenta y los noventa, se hicieron grandes esfuerzos para preservar la fábrica histórica de Dublín. Los esquemas de ampliación de caminos de la Corporación de Dublín fueron abandonados. Estrictas reglas de preservación fueron aplicadas, manteniendo intactas las cuadras restantes, aunque St. Stephen's Green de las tres cuadras del sur ya había perdido mucho de su arquitectura Jorgiana. Irónicamente uno de los peores ofensores ha sido el mismo Estado Irlandés, que construyó (por acuerdo común) sus Departamento de Justicia en el sitio de un edificio del Siglo XVIII en los sesenta. De hecho los años sesenta vio uno de las primeras batallas para preservar el Dublín Jorgiano, en lo que se conoció como la Batalla de Hume Street cuya esquina daba hacia St. Stephen's Green. Ahí un exitoso intento de un desarrollo para demoler un bloque de casas Jorgianas llegó a los encabezados nacionales, y se volvió una cause célèbre pues involucraba estudiantes, celebridades y futuros políticos peleando para parar la destrucción. Aunque los edificios originales se perdieron, el desarrollo terminó construyendo pastiches Jorgianos en el lugar.
Para los años noventa un orgullo cívico más grande y un nuevo equipo administrativo en la Corporación de Dublín vio cambios en como era administrada la ciudad; entre los resultados fueron la restauración del City Hall a su interior del Siglo XVIII (removiendo adiciones y reconstrucciones victorianas y eduardianas), y el reemplazo del afamado Pilar de Nelson (un monumento en O'Connell Street que había dominado el firmamento hasta ser volado por republicanos) por una nueva Spire of Dublin, la escultura más alta del mundo, en el lugar del antiguo Pilar y que podía ser visto a través de la ciudad.

## Temple Bar
La nueva atención estaba también reflejada en el desarrollo de Temple Bar, la última parte sobreviviente de Dublín que contenía su trazado de calles original de Dublín. Hasta la mitad de la década de los ochenta, Temple Bar era visto como un segmento pobre de la ciudad, extendiéndose en términos de longitud hasta las Antiguas Casas del Parlamento en College Green a Parliament Street, que daba la cara al City Hall, y que en términos de amplitud se extendía desde Dame Street hasta los muelles de la ciudad. En los 1970, Córas Iompair Éireann (CIÉ), la compañía de transporte del estado, compró muchos de los edificios en esta área, con planes de construir una moderna central de autobuses en el lugar, en el proceso reemplazando las calles medievales y edificios (mientras que el patrón de las calles era medieval, muchos de los edificios no lo eran, datando del siglo XVIII y XIX) por una gran estación de camiones con un centro comercial anexo. Sin embargo retrasos en el financiamiento llevó a al CIÉ a rentar los edificios a precios nominales. Muchos de los edificios fueron rentados por artistas, produciendo una repentina e inesperada aparición de un 'barrio cultural' que recibió comparaciones con el Rive Gauche de París. Aunque la CIÉ permaneció nominalmente comprometida a sus planes de desarrollo, la vibra del área de Temple Bar llevó a demandas para su preservación. Para finales de los ochenta, los planes de una estación de autobuses fueron abandonados y un plan maestro se puso en marcha para mantener la posición de Temple Bar como corazón cultural de Dublín.
Este proceso ha estado mezclado con éxito. Mientras el trazado medieval ha sobrevivido, los alquileres se han disparado, expulsando a los artistas a otros lados. Han sido reemplazados por restaurantes y una proliferación de bares que atraen a cientos de turistas por lo que ha sido criticado por sobrecomercialización y excesivo consumo de alcohol. Algunos de los edificios más históricos en el área han sido destruidos en el proceso, notablemente la iglesia de San Miguel y San Juan, una de las iglesias católicas más refinadas y antiguas, que eran anteriores a la abolición de las Leyes Penales y la Emancipación Católica. Su interior fue destruido para ser reemplazada por un "centro de aventura Vikinga" orientado a los turistas que entró en problemas financieros. Mientras el desarrollo de Temple Bar era por mucho preferible a su desaparición bajo una estación de autobuses en 1980, muchas personas han criticado algunos aspectos de su desarrollo, argumentando que la nueva área turística de Temple Bar ha fallado en demostrar suficiente sensibilidad al potencial que había existido. Temple Bar fue usado como un set para algunas escenas de exterior en el filme Far and Away.
Entre diciembre de 2002 y enero de 2003, la Spire de Dublín fue erigida en O'Connell Street. Un tubo de metal de 120 metros de altura, es la estructura más alta del centro de Dublín, visible desde muchas millas. Fue ensamblada de siete piezas con la grúa más alta disponible en Irlanda. Reemplaza el Pilar de Nelson que fue volado en 1966.

## El Incidente del Archer's Garage
En el fin de semana de descanso de julio de 1999, el garaje de art deco, de primer grado en Fenian Street fue demolido ilegalmente por contratistas trabajando para el grupo hotelero O'Callaghan. Un reclamo público siguió y forzó al contratista Noel O'Callaghan a reconstruir el garaje.

## El Castillo de Carrickmines: ¿El nuevo Wood Quay?
Si el centro de la ciudad de Dublín fue preservado, los suburbios no tuvieron tanta suerte. Pobres decisiones de planeamiento llevaron a la creación de comunidades satelitales, habitualmente desabastecidas en cuanto a transportes, educación o infraestructuras. Alegaciones a ciertos procedimientos de planeamiento impropios llevaron al establecimiento de una serie de tribunales en búsqueda de evidencia de considerable corrupción política, con tierra otorgada para desarrollo para una minoría de consejeros (en su gran mayoría aunque no solamente del partido gobernante Fianna Fáil que había dominado el gobierno local y nacional) con bases en donaciones políticas hechas a ellos por contratistas y canalizadas a través de un antiguo Secretario de Prensa del Gobierno para construir la autopista orbital M50 (que casi le había dado la vuelta a la ciudad) a través del sitio histórico del Castillo de Carrickmines, la ubicación del cual aunque sospechada se había encontrado durante la construcción del camino. Ambientalistas y An Taisce (el equivalente Irlandés de National Trust) llevaron el caso a la corte y detuvieron la construcción, aunque como en Wood Quay, un ministro del gobierno desechó la decisión "en el interés del desarrollo".